# 윌리엄 폭스 (영화 제작자)
윌리엄 폭스(William Fox, 1879년 1월 1일 ~ 1952년 5월 8일)는 1915년 폭스 필름 코퍼레이션과 1920년대에 폭스 웨스트 코스트 극장 체인을 설립한 헝가리 출신 미국의 영화 경영 간부였다. 1930년 그가 자신의 영화 비지니스의 통제력을 상실하였어도 그의 이름은 20세기 폭스에 의하여 이용되었고 오늘날 폭스 브로드캐스팅 컴퍼니, 폭스 뉴스와 폭스 스포츠를 포함한 등록 상표로서 지속적으로 이용되었다.

## 어린 시절
헝가리 톨치바에서 태어났고, 본명은 푸치시 빌모스(헝가리어: Fuchs Vilmos, 혹은 독일어로 빌헬름 푸흐스(독일어: Wilhelm Fuchs))였다. 그의 부모 미하엘 푸흐스와 한나 프리트는 둘다 유대인들이었다. 폭스가 9개월 때 가족은 미국으로 이주하여 뉴욕에 정착하였다. 그들은 12명의 자식들을 더 낳았으며 그중 6명 만이 생존하였다. 어린 윌리엄은 한번 센트럴 파크에서 사탕을 팔았고, 신문 배달원으로 일하였으며 청소년으로서 모피와 의복 산업에서 일하였다.

## 영화 경력
1900년 폭스는 그가 자신의 첫 5센트 짜리 극장을 매입할 때 1904년에 팔은 자신 소유의 회사를 시작하였다. 항상 흥행사보다 더욱 기업인으로 그는 극장들을 얻고 건설하는 것에 집중하였다. 1914년에 시작된 뉴저지주 기반의 폭스는 자신 소유의 극장들로 분배, 그러고나서 전국으로 다른 극장들에게 임대를 위하여 캘리포니아주 롱비치에서 발보아 오락 제작사로부터 철저히 영화들을 샀다. 그는 뉴어크의 맥카터, 큐저와 유자 가족들과 아이슬 앤드 킹의 작은 뉴저지주 투자 집에 의하여 마련된 보험과 은행의 돈과 함께 1915년 2월 1일 폭스 필름 코퍼레이션을 형성하였다. 회사의 첫 영화 스튜디오는 20세기의 시작에 많은 다른 초기의 영화 스튜디오들이 기반을 둔 뉴저지주의 포트리에서 임대되었다. 그는 현재 시설들을 얻고 자신의 제작 수용력을 넓히는 데 자본을 가졌다.
1925년 ~ 1926년에 폭스는 프리먼 해리슨 오언스의 업무로 권리들, 3명의 독일인 발명가들 (요제프 엥글 (1893 ~ 1942), 한스 보흐트 (1890 ` 1979)와 요제프 마솔레 (1889 ~ 1957)에 의하여 발명된 트라이-어곤 시스템으로 미국의 권리들, 그리고 폭스 무비톤 사운드 온 필름 시스템을 창조하는 데 시어도어 케이스의 업무들을 매입하여 1927년 프리드리히 빌헬름 무르나우의 선라이즈의 개봉과 함께 소개하였다. 무비톤과 RCA 포토폰 같은 사운드 온 필름 시스템들이 곧 표준이 되었고, 워너 브라더스의 바이다폰 같은 경쟁적 사운드 온 디스크 기술들이 쓸모없게 되었다. 1928년부터 1964년까지 무비톤 뉴스는 더 마치 오브 타임 (1935 ~ 1951)과 유니버설 뉴스릴 (1929 ~ 1967)과 더불어 미국에서 주요 뉴스 영화들 중의 하나였다.
1927년 라이벌 스튜디오 메트로 골드윈 메이어 (MGM)의 우두머리 마커스 로우의 사망 후, 메트로 골드윈 메이어의 통제는 그의 장기적 제휴인 니컬러스 솅크에게 갔다. 폭스는 자신의 제국을 넓히는 데 기회를 보았고, 1929년 솅크의 동의와 함께 로우 가족의 메트로 골드윈 메이어 소유권들을 사들여 분노한 스튜디오의 보스들 루이스 B. 메이어와 어빙 솔버그에게 알려지지 않은 이래 메트로 골드윈 메이어에서 자신들의 높은 직위들에 불구하고 그들은 주주들이 아니었다. 메이어는 폭스를 연방 독점 금지 법률을 위반한 것으로 고발하는 데 미국 법무부를 설득시키는 자신의 강한 정치적 연결들을 이용하였다. 이 시간 동안 1929년의 중간에 폭스는 자동차 사고에 의하여 심하게 다쳤다. 그가 회복했던 당시 그해 10월 월스트리트 대폭락이 사실상 그의 전체의 재산들을 닦아버려 만약 미국 법무부가 그것을 찬성하였어도 로우스-폭스 합병이 끝날 확률을 끝내고 말았다.
공개매수가 있는 동안 1930년 폭스는 자신의 폭스 필름 코퍼레이션의 통제력을 상실하였다. 1935년 폭스 필름 코퍼레이션은 20세기 폭스 픽처스와 합병하여 20세기 폭스가 되었고, 2019년 폭스 코퍼레이션의 분리설립 후에 "20세기 폭스 스튜디오"로 이름을 다시 지었다. 윌리엄 폭스는 유명하게 자신의 이름을 지닌 영화 스튜디오와 함께 전혀 아무 연루를 가지지 않았다. 월스트리트 대폭락, 폭스의 자동차 사고 부상과 정부의 독점 금지 활동의 결합은 파산을 맊는 데 그를 7년간 장기적인 법적 전투로 강요하였다. 1936년에 들린 자신의 파산에서 그는 판사 존 워런 데이비스를 매수하는 데 시도하여 위증을 저질렀다. 1943년 폭스는 자신의 파산과 연결에서 정의를 방해하고 미국을 빼앗는 음모로 징역 5개월 17일을 복역하였다. 석방 후에 망신을 당하고 창피했던 폭스는 영화 비지니스로부터 퇴직하였다.
많은 세월 동안 폭스는 월스트리트가 자신의 회사의 통제로부터 그를 강요하였다는 방향을 분개하였다. 1933년 그는 자신이 자신의 일생을 다시 말하고 자신을 향한 월스트리트의 큰 음모로 자신이 숙고했던 것에 자신의 견해를 밝힌 책 〈Upton Sinclair Presents William Fox〉에 작가 업턴 싱클레어와 합작하였다.
1952년 5월 8일 맨해튼에서 73세의 나이로 그의 사망은 영화 산업에 의하여 크게 거의 눈에 띄지 않았으며, 할리우드로부터 아무도 그의 장례식에 참석하지 않았다. 폭스는 브루클린의 세일럼 필즈 묘지에 안치되었다.
폭스는 개인적으로 애틀랜타, 디트로이트, 오클랜드, 샌프란시스코와 샌디에이고를 포함한 미국의 도시들에서 많은 폭스 극장의 건설을 감시하였다.
그의 회사들은 3억 달러의 추정된 가치를 가졌고, 그는 개인적으로 폭스 필름의 53 퍼센트와 폭스 극장의 93 퍼센트를 소유하였다.

## 개인 생활
폭스는 에바 리오 (1881 ~ 1962)와 결혼하여 2명의 딸을 두었다.